# Sportfånen Långben som fotbollsstjärna
Sportfånen Långben som fotbollsstjärna (engelska: Sport Goofy in Soccermania) är en amerikansk animerad TV-film från 1987.

## Handling
Knatte, Fnatte och Tjatte får under sin fotbollsturnering en gammal trofé av Joakim von Anka som en gåva. Senare får han reda på att den är värd mycket pengar, och för att vinna tillbaka pokalen bestämmer han sig för att samla ihop ett fotbollslag med Långben som lagledare.

## Om filmen
Filmen har givits ut på VHS och DVD och finns dubbad till svenska.

## Rollista (i urval)
- Tony Pope – Långben
- Will Ryan – Joakim von Anka, Björnligan, Oppfinnar-Jocke
- Russi Taylor – Knatte, Fnatte och Tjatte
- Chick Hearn – kommentator[5]